# WIG.GAMES
Uzasadnienie:  kontynuacja projektu 
WIG.GAMES – Indeks giełdowy na Giełdzie Papierów Wartościowych w Warszawie. Indeks jest indeksem producentów gier komputerowych. Publikacja indeksu rozpoczęła się 18 marca 2019. Od 21.03.2022 r. funkcjonuje jako WIG.GAMES5.
Skład indeksu wg stanu na 25 lutego 2022:
- CDPROJEKT – udział 40%[3]
- HUUUGE-S144 - udział 21,17%
- TSGAMES – udział 19,35%
- 11BIT – udział 16,12%
- CIGAMES – udział 3,36%[4][5]

Globalny rynek gier komputerowych w 2018 roku był wyceniany na 134,9 mld dolarów (około 511,10 mld złotych). Branża gier komputerowych generuje większe zyski niż branża filmowa i muzyczna.
Pierwszy dzień notowań indeks WIG.GAMES zakończył ze wzrostem na poziomie 2,30% (WIG miał tego dnia -0,04%). Kurs otwarcia wyniósł 12 606,99 ; Kurs minimalny	12 591,12 ; Kurs maksymalny 12 803,21 ; Wartość ostatnia 12 780,65. Wartość obrotu skumulowana wyniosła 47 675,79 tysięcy złotych.
W styczniu 2020 indeks osiągnął poziom ponad 20000.

## Zmiany w indeksie
Po sesji 17.12.2021 r. spółka Huuuge Games zastąpiła w indeksie PLAYWAY, a udział spółki CDPROJEKT ograniczono do 40%.